# Адміністративний устрій Барвінківського району
Адміністративний устрій Барвінківського району — адміністративно-територіальний поділ Барвінківського району Харківської області на 1 міську та 12 сільських рад, які об'єднують 60 населених пунктів та підпорядковані Барвінківській районній раді. Адміністративний центр — місто Барвінкове.

## Список радБарвінківського району
| №  | Назва                            | Центр                | Населені пункти | Площа км² | Місце за площею | Населення (2001), чол. | Місце за населенням |
| -- | -------------------------------- | -------------------- | --- | --------- | --------------- | ---------------------- | ------------------- |
| 1  | Барвінківська міська рада        | м. Барвінкове        | м. Барвінкове |           |                 |                        |                     |
| 2  | Богодарівська сільська рада      | c. Богодарове        | c. Богодарове c. Надеждівка c. Погонівка c. Федорівка                                                                                             |           |                 |                        |                     |
| 3  | Великокомишуваська сільська рада | c. Велика Комишуваха | c. Велика Комишуваха c. Барабашівка |           |                 |                        |                     |
| 4  | Гаврилівська сільська рада       | c. Гаврилівка        | c. Гаврилівка c. Африканівка c. Богданове c. Іванівка c. Ковалівка c. Котівка c. Малинівка c. Новобогданове c. Пригоже c. Степове c. Червона Зоря |           |                 |                        |                     |
| 5  | Григорівська сільська рада       | c. Григорівка        | c. Григорівка c. Малолітки c. Миколаївка c. Петрівка                                                                                              |           |                 |                        |                     |
| 6  | Грушуваська сільська рада        | c. Грушуваха         | c. Грушуваха c. Степок |           |                 |                        |                     |
| 7  | Гусарівська сільська рада        | c. Гусарівка         | c. Гусарівка c. Василівка Друга c. Василівка Перша c. Веселе c. Маяк c. Нікополь c. Новопавлівка c. Олександрівка                                 |           |                 |                        |                     |
| 8  | Іванівська сільська рада         | c. Іванівка          | c. Іванівка c. Велика Андріївка c. Високе c. Семиланне c. Ставкова Балка c. Червона Поляна c. Червоне                                             |           |                 |                        |                     |
| 9  | Іванівська Друга сільська рада   | c-ще Іванівка        | c-ще Іванівка c. Дмитрівка c. Мар'ївка c. Червона Балка                                                                                           |           |                 |                        |                     |
| 10 | Іллічівська сільська рада        | c. Іллічівка         | c. Іллічівка c. Дібрівне c. Курулька c. Нова Дмитрівка c. Пашкове                                                                                 |           |                 |                        |                     |
| 11 | Мечебилівська сільська рада      | c. Мечебилове        | c. Мечебилове c. Стара Семенівка c. Українка c. Федорівка                                                                                         |           |                 |                        |                     |
| 12 | Новомиколаївська сільська рада   | c. Нова Миколаївка   | c. Нова Миколаївка c. Червоний Лиман |           |                 |                        |                     |
| 13 | Подолівська сільська рада        | c. Подолівка         | c. Подолівка c. Архангелівка c. Благодатне c. Данилівка c. Олександрівка c-ще Язикове                                                             |           |                 |                        |                     |

* Примітки: м. — місто, с-ще — селище, смт — селище міського типу, с. — село